# Liste der Wasserschutzgebiete im Landkreis Emmendingen
In der Liste der Wasserschutzgebiete im Landkreis Emmendingen sind Wasserschutzgebiete (WSG) im Landkreis Emmendingen in Baden-Württemberg aufgeführt. Sie ist nach den offiziellen WSG-Nummern sortiert. In den Wasserschutzgebieten gelten für die Gewässer (Grundwasser, oberirdische Gewässer) besondere Ge- und Verbote, um das Wasser vor Verunreinigungen zu schützen. Die für die Wasserschutzgebiete zuständige Dienststelle ist das Landratsamt des Landkreises Emmendingen.
Diese Liste ist Teil der übergeordneten Liste der Wasserschutzgebiete in Baden-Württemberg und erhebt keinen Anspruch auf Vollständigkeit.

## Geschichte
Der Landkreis Emmendingen macht jährlich Angaben zur Entwicklung der Nitratkonzentrationen in den einzelnen Wasserschutzgebieten und erlässt für das folgende Jahr entweder Auflagen für Landwirte oder lockert bisherige Bewirtschaftungsauflagen auf der Grundlage der seit 1988 geltenden Schutzgebiets- und Ausgleichsverordnung (SchALVO) des Landes Baden-Württemberg. Diese Verordnung wurde zum 1. März 2001 novelliert. Neben der Einhaltung bestimmter Nitrat-Boden-Werte, die jährlich vom 15. Oktober bis 15. November gemessen werden, ist im Rahmen der SchALVO unter anderem vorgeschrieben, dass in den Wasserschutzgebieten Düngung und Pflanzenschutzmaßnahmen nach guter fachlicher Praxis erfolgen müssen, um das Grundwasser vor Beeinträchtigung durch Stoffeinträge aus der Landbewirtschaftung zu schützen.

## Wasserschutzgebiete im Landkreis Emmendingen
Grundlage: Daten aus dem Umweltinformationssystem (UIS) der LUBW Landesanstalt für Umwelt Baden-Württemberg

| WSG-Nr. | WSG-Name                                                  | Hauptgemeinde            | Lage | Fläche (Hektar) | Datum (Rechtsverordnung) | Bild |
| ------- | --------------------------------------------------------- | ------------------------ | ---- | --------------- | ------------------------ | ---- |
| 316001  | WSG Gutach OT Bleibach Gem.Simonswald                     | Simonswald               | ⊙    | 13,13           | 1976-08-17               |      |
| 316002  | WSG Winden OT Oberwinden TB                               | Winden                   | ⊙    | 54,37           | 2021-03-24               |      |
| 316003  | Winden OT Oberwinden Brandeckquelle                       | Winden                   | ⊙    | 8,04            | 1991-04-15               |      |
| 316004  | WSG Freiamt Quellen Hünersedel                            | Freiamt                  | ⊙    | 1,29            | 1975-10-02               |      |
| 316005  | WSG Freiamt Quellen Hünersedel                            | Freiamt                  | ⊙    | 2,38            | 1975-10-02               |      |
| 316006  | WSG Freiamt Quellen Hünersedel                            | Freiamt                  | ⊙    | 0,87            | 1975-10-02               |      |
| 316007  | WSG Freiamt Quellen Hünersedel                            | Freiamt                  | ⊙    | 8,11            | 1975-10-02               |      |
| 316008  | WSG Freiamt Quellen Hünersedel                            | Freiamt                  | ⊙    | 3,81            | 1975-10-02               |      |
| 316009  | WSG Freiamt Quellen Hünersedel                            | Freiamt                  | ⊙    | 1,35            | 1975-10-02               |      |
| 316010  | WSG Freiamt Quellen Hünersedel                            | Freiamt                  | ⊙    | 1,38            | 1975-10-02               |      |
| 316011  | WSG Freiamt Quellen Hünersedel                            | Freiamt                  | ⊙    | 2,52            | 1975-10-02               |      |
| 316012  | WSG Freiamt Quellen Bildstein                             | Freiamt                  | ⊙    | 3,11            | 1975-10-02               |      |
| 316013  | WSG Freiamt Quellen Bildstein                             | Freiamt                  | ⊙    | 3,27            | 1975-10-02               |      |
| 316014  | WSG Freiamt Quellen Bildstein                             | Freiamt                  | ⊙    | 3,06            | 1975-10-02               |      |
| 316015  | WSG Freiamt Quellen Bildstein                             | Freiamt                  | ⊙    | 13,01           | 1975-10-02               |      |
| 316022  | WSG Staatl.Landw.Schule Emmending.-Hochburg               | Emmendingen              | ⊙    | 2,59            | 1978-01-05               |      |
| 316023  | WSG Staatl.Landw.Schule Emmending.-Hochburg               | Emmendingen              | ⊙    | 3,34            | 1978-01-05               |      |
| 316024  | WSG Staatl.Landw.Schule Emmending.-Hochburg               | Emmendingen              | ⊙    | 2,66            | 1978-01-05               |      |
| 316026  | WSG Herbolzheim OT Broggingen                             | Herbolzheim              | ⊙    | 2,75            | 1969-09-23               |      |
| 316028  | WSG Teningen-Köndringen OT Landeck                        | Teningen                 | ⊙    | 43,85           | 2004-03-30               |      |
| 316029  | WSG Emmendingen OT Mundingen Blümlismattquelle            | Emmendingen              | ⊙    | 374,52          | 1995-12-31               |      |
| 316032  | WSG Emmendingen TB II+III Gew.Wäldele                     | Emmendingen              | ⊙    | 661,42          | 1993-03-12               |      |
| 316035  | WSG Teningen TB 2 Bannlache                               | Teningen                 | ⊙    | 16,65           | 1967-04-27               |      |
| 316036  | WSG Teningen OT Nimburg                                   | Teningen                 | ⊙    | 4,91            | 1967-04-27               |      |
| 316037  | WSG TB Gewann Löhlinschachen                              | Bahlingen am Kaiserstuhl | ⊙    | 327,62          | 2013-12-31               |      |
| 316038  | WSG TB Gewann Stöckfeld                                   | Malterdingen             | ⊙    | 341,33          | 1999-03-18               |      |
| 316039  | WSG Riegel Tiefbrunnen                                    | Riegel am Kaiserstuhl    | ⊙    | 326,36          | 2006-10-16               |      |
| 316040  | WSG-Kenzingen OT Hecklingen                               | Kenzingen                | ⊙    | 2,90            | 1976-10-06               |      |
| 316042  | WSG Kenzingen Herbolzheimer Pfad                          | Kenzingen                | ⊙    | 8,93            | 1977-02-04               |      |
| 316043  | WSG Herbolzheim Entennest                                 | Herbolzheim              | ⊙    | 7,73            | 1963-08-16               |      |
| 316044  | WSG Rheinhausen                                           | Rheinhausen im Breisgau  | ⊙    | 9,77            | 1963-12-02               |      |
| 316049  | WSG Wyhl TB Gewann Leiselheimer Weg                       | Wyhl                     | ⊙    | 654,04          | 1997-04-21               |      |
| 316054  | WSG Winden OT Niederwinden Schwangenquelle                | Winden                   | ⊙    | 35,53           | 1982-09-29               |      |
| 316055  | WSG Winden OT Niederwinden Ecklequelle                    | Winden                   | ⊙    | 3,87            | 1982-09-29               |      |
| 316056  | WSG Winden OT Niederwinden Sulzbach Tannenquelle          | Winden                   | ⊙    | 22,70           | 1982-09-29               |      |
| 316057  | WSG Biederbach Quelle Granget                             | Biederbach               | ⊙    | 14,09           | 1983-07-15               |      |
| 316059  | WSG Biederbach Quelle Biefquelle                          | Biederbach               | ⊙    | 10,60           | 1983-07-15               |      |
| 316060  | WSG Waldkirch Siensbachquellen                            | Waldkirch                | ⊙    | 45,15           | 1984-09-18               |      |
| 316061  | WSG Waldkirch Dettenbachquellen                           | Waldkirch                | ⊙    | 22,36           | 1984-09-18               |      |
| 316062  | WSG Waldkirch Kandelquellen                               | Waldkirch                | ⊙    | 208,75          | 1984-09-18               |      |
| 316063  | WSG Waldkirch Kollnauerquellen                            | Waldkirch                | ⊙    | 40,42           | 1984-09-18               |      |
| 316064  | WSG Waldkirch Binderquelle                                | Waldkirch                | ⊙    | 5,66            | 1984-09-18               |      |
| 316065  | WSG Waldkirch Buchenbühlquellen                           | Waldkirch                | ⊙    | 13,20           | 1984-09-18               |      |
| 316111  | WSG Elzach OT Prechtal Quellen 1-7                        | Elzach                   | ⊙    | 86,06           | 1988-09-09               |      |
| 316112  | WSG Elzach Quelle 1,2,4,5,22                              | Elzach                   | ⊙    | 19,27           | 1988-09-26               |      |
| 316113  | WSG Elzach TB I+ II                                       | Elzach                   | ⊙    | 180,67          | 2013-12-12               |      |
| 316114  | WSG Elzach Quelle 6-11,16,17,23,24                        | Elzach                   | ⊙    | 28,63           | 1988-09-26               |      |
| 316115  | WSG Elzach Quelle 12-14,18-21                             | Elzach                   | ⊙    | 25,60           | 1988-09-26               |      |
| 316119  | WSG Gutach OT Siegelau Quellen                            | Gutach                   | ⊙    | 7,72            | 1989-08-24               |      |
| 316121  | WSG Elzach OT Yach Quellen am Zinken                      | Elzach                   | ⊙    | 10,17           | 1988-09-09               |      |
| 316123  | WSG Gutach TB und 3 Quellen                               | Gutach                   | ⊙    | 61,24           | 1990-06-05               |      |
| 316124  | WSG Fa. Gütermann TB I+II                                 | Gutach                   | ⊙    | 25,62           | 1986-05-09               |      |
| 316125  | WSG Gutach "Brunnen I+II"(ehem. Güterm.)                  | Gutach                   | ⊙    | 85,03           | 1990-06-05               |      |
| 316130  | WSG Simonswald OT Untersimonswald (QF 1 + 2 Schlossdobel) | Simonswald               | ⊙    | 38,04           | 1987-02-13               |      |
| 316133  | WSG Simonswald (ehemals Verband Haslachsimonswald)        | Simonswald               | ⊙    | 4,19            | 1988-04-08               |      |
| 316134  | WSG Simonswald OT Altsimonswald-Eichhof                   | Simonswald               | ⊙    | 9,14            | 1988-09-12               |      |
| 316136  | WSG Teningen OT Heimbach Quellen 1-4                      | Teningen                 | ⊙    | 159,60          | 1994-03-28               |      |
| 316144  | WSG Elzach OT Yach Quellen Bustberg                       | Elzach                   | ⊙    | 12,34           | 1988-09-09               |      |
| 316145  | WSG Elzach OT Yach Quellen Bachloch                       | Elzach                   | ⊙    | 5,76            | 1988-09-09               |      |
| 316152  | WSG Sexau "Neuer TB (Hornwaldbrunnen)                     | Sexau                    | ⊙    | 125,17          | 1996-11-12               |      |
| 316153  | WSG Freiamt TB Kurhaus u. Meiselewald                     | Freiamt                  | ⊙    | 467,32          | 1999-02-24               |      |
| 316154  | WSG - ZfP Emmendingen Weichwasserbrunnen 1+2              | Emmendingen              | ⊙    | 75,46           | 2022-07-15               |      |
| 316158  | WSG WVV Sasbach-Endingen Tiefbrunnen                      | Sasbach                  | ⊙    | 116,26          | 1996-10-10               |      |
| 316159  | WSG Biederbach, Rufenhof- und Haldenwaldquelle            | Biederbach               | ⊙    | 29,29           | 2002-04-16               |      |
| 316160  | WSG ZPE Emmendingen Hartwasserbrunnen                     | Emmendingen              | ⊙    | 293,15          | 1999-07-05               |      |
| 316162  | WSG TB Forchheimer Wald WV Endingen-Weisweil              | Endingen                 | ⊙    | 346,28          | 2010-08-31               |      |
| 316297  | WSG Emmendingen Quellen Tennenbach                        | Emmendingen              | ⊙    | 473,39          | 2013-03-22               |      |
| 316363  | WSG Mauracherberg - Teninger Allmend                      | Denzlingen               | ⊙    | 4263,48         | 2022-05-05               |      |